# Château du Bois Thibault
Le château de Bois-Thibault se situe sur la commune de Lassay-les-Châteaux en direction du Housseau, à environ un kilomètre de la commune sur les routes de Geneslay et de Sept-Forges dans le département de la Mayenne.

## Histoire

### Désignation
- J. de Nemore Thebaudi, 1245 (Cartulaire de l'Abbaye de Fontaine-Daniel).
- Le seigneur de Bois Thiébaut, 1390 (Bertrand de Broussillon, Documents du XIVe siècle, p. 385)
- Bois-Thébault, 1413 (Archives nationales, R/5, 384, f. 244).
- Capella de Bosco-Theobaldi, XVe siècle (Pouillé).
- La maison du Boys Thébault, 1590 (Registre paroissial de Saint-Martin de Mayenne).
- Bois-Thibault, château, chapelle fondée, deux étangs, min et passage de la route de Lassay à Domfront (Jaillot).
- Bois-Thibault, château et chapellle (Cassini).

## Description
Les deux corps de bâtiments sont reliés par un porche à cintre ogival[réf. incomplète], dominés et défendus par des mâchicoulis. 
A droite, sont les appartements qui furent habités jusque vers 1830 où on remarque la cheminée monumentale de la cuisine. Les parties Nord et Nord-Est datent du commencement du XVIe siècle et sont dominées par deux hautes tours[réf. incomplète]. Au commencement du XVIe siècle, des brèches furent pratiquées du haut en bas pour ouvrir après coup les murailles avec des fenêtres. 
L'Abbé Angot indique que l'escalier était d'une pente si douce, dit-on, qu'un cheval pouvait le gravir[réf. incomplète]. Des salles ou celliers voûtés règnent sous ces deux ailes. Divisés en deux nefs par un rang de piliers trapus à chapiteaux carrés, sans ornements ; ces voûtes d'arêtes se pénètrent les unes les autres comme celles des cryptes romanes.

### Féodalité
Le château de Bois-Thibault a été édifié sur un ancien château féodal, bâti et occupé par la famille de Logé. En effet, le premier seigneur du Bois Thibault est Herbert de Logé, époux de Catherine Monnier, fille du sénéchal du seigneur de Mayenne, Juhel II de Mayenne.[réf. nécessaire]
Il s'agit d'un fief et seigneurie du marquisat de Lassay à qui le sénéchal du comté du Maine conteste, en 1454, le droit de haute justice[réf. incomplète]. Le seigneur châtelain de Lassay et le seigneur du Bois-Thibault étaient trop puissants et trop voisins pour qu'il ne surgît pas entre eux de nombreux sujets de rivalité. En 1390, une série de procès[réf. incomplète] étaient pendants en cour de parlement entre Robert de Vendôme, seigneur châtelain de Lassay, et Jean de Logé, seigneur du Bois-Thibault/ Le procès allait être jugé quand enfin les parties convinrent d'arbitres. 
Un autre différend portait sur la féodalité de certains domaines ; un autre sur la haute justice que Jean de Logé voulait exercer dans plusieurs lieux, d'après une concession de Juhel de Mayenne à Herbert de Logé, en 1207, ce qui lui fut reconnu, mais, dans la nuesse du seigneur de Lassay et en exceptant les trois grands cas et les grands chemins[réf. incomplète].   

### Moyen-Age

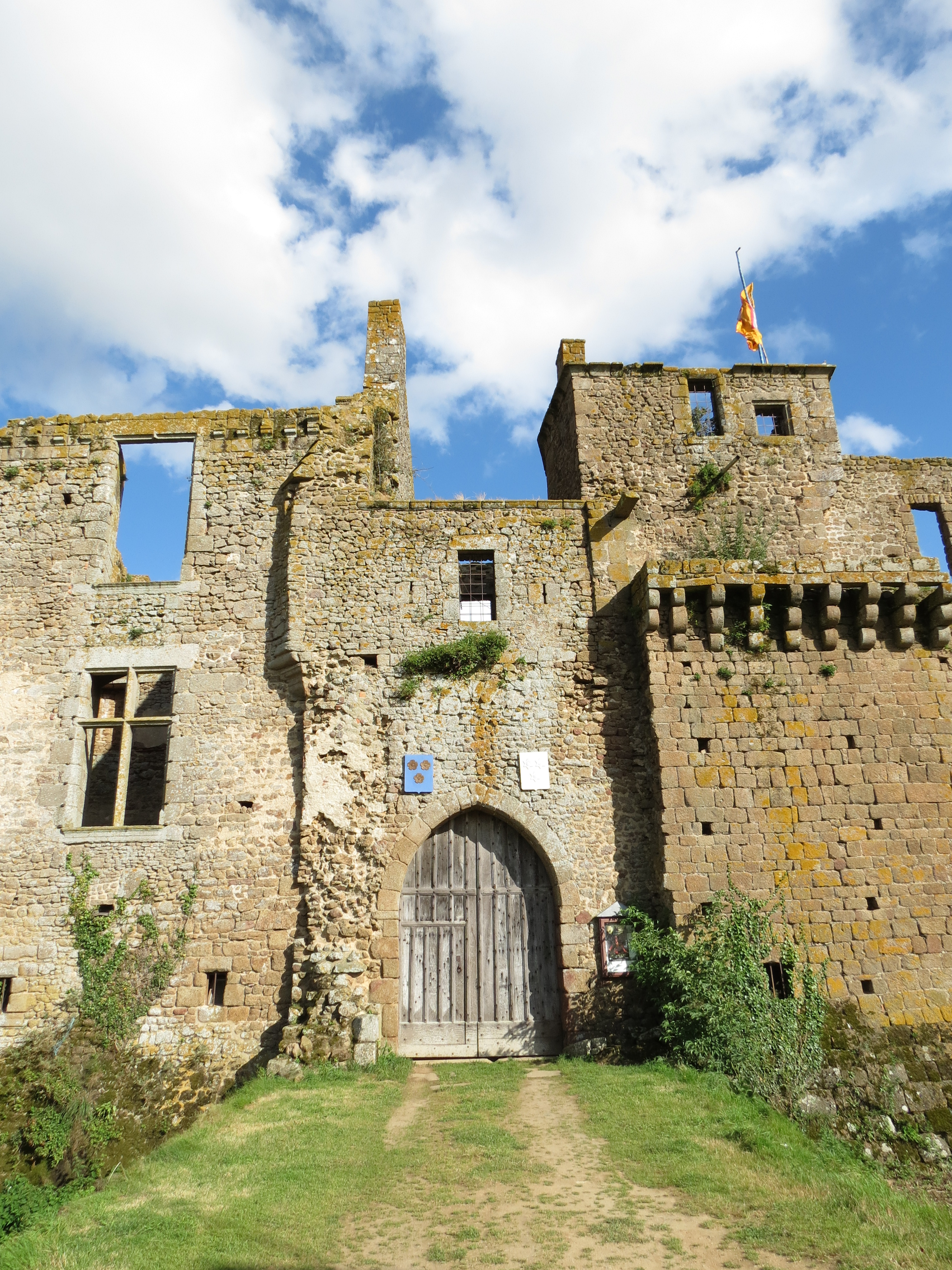
Lassay - Bois Thibault 4

Jeanne de Logé, née vers 1420, dame du Bois-Thibault, épousa Jean III du Bellay, fils de Hugues VII du Bellay, et d'Isabeau de Montigny, dame de Langey (Eure-et-Loir) et de La Jousselinière (Loir-et-Cher).
Abandonné par ses possesseurs lors de l'invasion de la région par les Anglais, vers 1425, il fut réoccupé par une compagnie écossaise au service de Charles VII, qui s'y fortifia. 
Mais celle-ci s'étant rendue par ses déprédations aussi intolérable à la population indignée du parti français qu'elle avait pu être redoutable aux envahisseurs, Jean II d'Alençon ne tarda pas à l'en déloger.

### Reconstruction en 1467

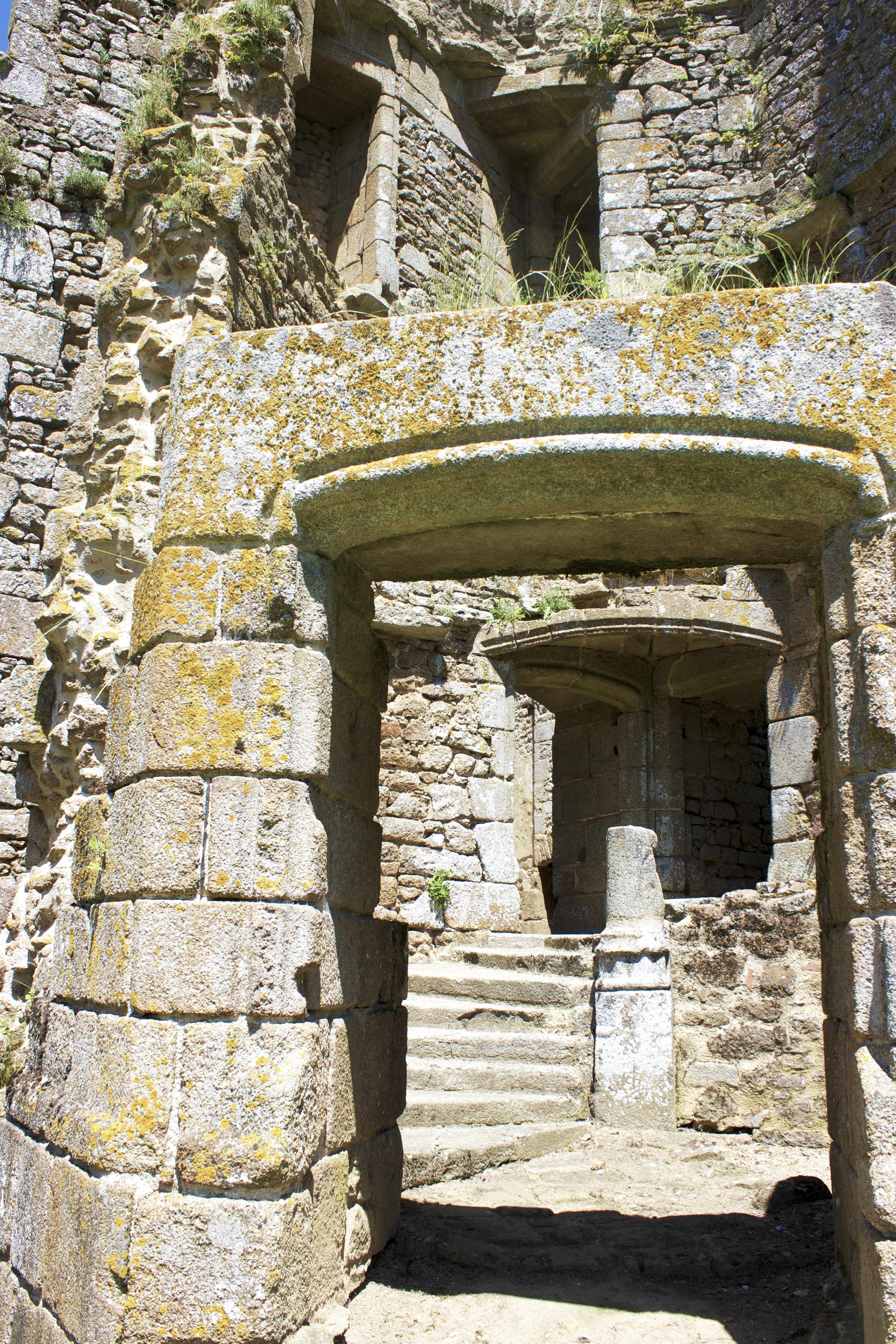
Porte Intérieure Cour du Château du Bois Thibault

Ce premier château disparut après la guerre de Cent Ans. Selon l’abbé Angot, il fut « reconstruit en tout ou en partie (1467) avec semblables tours à canonnières et arbalétrières à celles du Château de Lassay ». C'était l’un des châteaux les plus importants de la baronnie de Mayenne. 

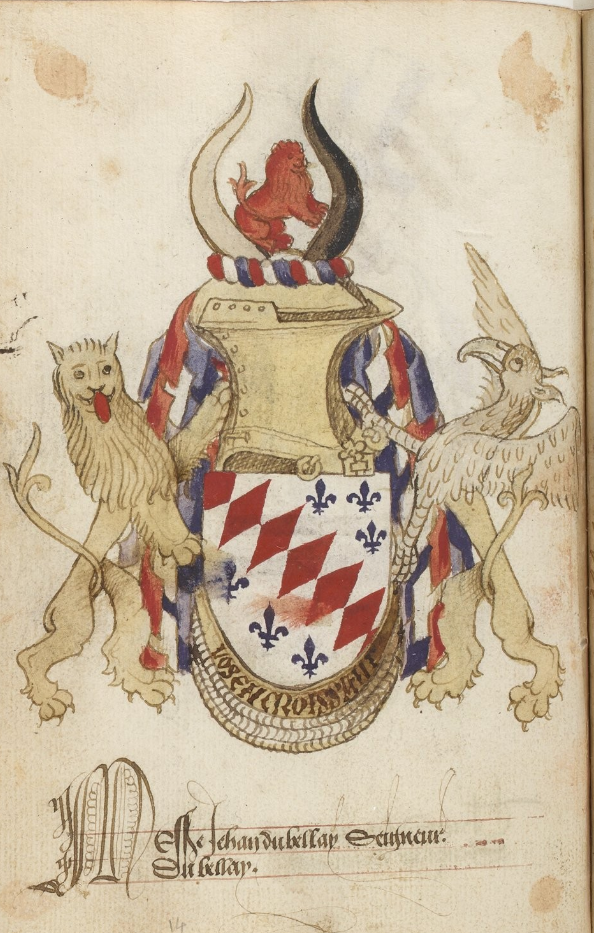
Armoiries de Jean III du Bellay (Statuts de l'Ordre du Croissant)

Après la reconstruction du Château de Lassay (1458), Jean III du Bellay, seigneur du Bois-Thibault voulut aussi, ad similitudinem Lassay, lit-on dans un plaidoyer de 1469, réédifier le sien et en faire une place forte ; et « fit faire semblables tours et canonnières et arbalestrières que celles de Lassay. »[réf. nécessaire]
« Ce sont les travaux exécutés alors qui mirent le château dans l'état où il serait aujourd'hui, sauf les ruines auxquelles il a été voué. Abbé Angot. »
Au commencement des guerres de religion (1562), le manoir fut saccagé par les huguenots de Lassay ; mais, fortifié par Charles du Bellay, l'un des chefs de la Ligue catholique, il résista à une attaque d'Arnault de Beauville, sieur de l'Estelle, capitaine de Mayenne, qui, après l'avoir fait battre inutilement par son artillerie et avoir perdu beaucoup de soldats sous ses murs, fut obligé de se retirer le 20 octobre 1590. 
Pendant les troubles de 1616, les paroisses du canton mirent à l'abri dans les caves du château les ornements les plus précieux des églises. 
Le 3 août 1789, les pillards et incendiaires voulurent aussi saccager le Bois-Thibault et brûler le chartrier, mais ils rencontrèrent une résistance qui les découragea. Le Château fut transmis constamment aux descendants de la même famille et fut habité jusqu’en 1830.
L'Association Bois-Thibault, passé et avenir a été créée en 1984 et la commune de Lassay-les-Châteaux a racheté le site en 1988.

### Liste des seigneurs
Le domaine comprenait en 1724 « un vieux château en ruine, les lieux de la Noë et de la Boissière, de la Janvrie, le moulin de Gérard (Lassay), Dougebert (Sainte-Marie), deux moulins et divers lieux en Normandie. Il était échu dès le 23 avril 1724, par la mort de Michel-Louis-Vincent du Maz du Brossay à son frère cadet Joseph-Joachim († 21 sept. 1738). Marie-Clarisse-Vincent du Maz, leur sœur et héritière, mourut dès le 28 août 1751, laissant pour principal héritier François-Joseph de Goyon, seigneur de l'Aunay. Mais c'est sur Marguerite de Chabot-Rohan, veuve de Malo Couatquin et consorts, que la terre fut adjugée pour 98.000 ₶, le 6 juill. 1762, à Léonard-François de Tournely, mousquetaire du roi, mari de Jeanne du Plessis, lequel testa le 6 mai 1771, et mourut avant le 22 juillet 1772.[réf. nécessaire]

## Chapelle

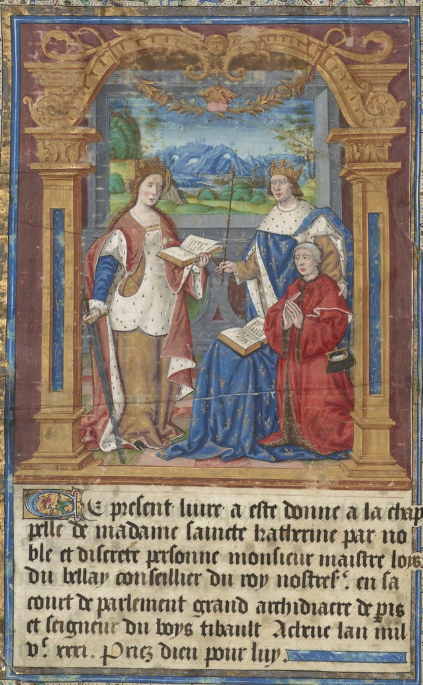
Frontispice du missel de Louis du Bellay

La chapelle, fondée par Herbert de Logé avant 1232 et dédiée à sainte Catherine, fut probablement rebâtie et dotée à nouveau au XVIe siècle, peu après la reconstruction du château, par Louis du Bellay, archidiacre de Paris. 
André René Le Paige dit de la chapelle :
«  « Sur l'une des croix peintes sur le mur, on lit : Indulgences plénières accordées par le pape à ceux qui visiteront et donneront de leurs biens à ladite chapelle, approuvées par le cardinal de Bourbon, évêque du Mans. Ces indulgences ont été accordées à Louis du Bellay, grand archidiacre de Paris, conseiller au Parlement, seigneur du Bois-Thibault. On voit dans cette chapelle, au côté droit, un mausolée, dont la statue brisée en plusieurs morceaux représente l'archidiacre du Bellay. Dans le fond de ce mausolée, on lit : Icy gist le cœur de haut et puissant messire Louis du Bellay, abbé de Reuge et grand archidiacre de Paris, fondateur de cette auguste et sainte église, qui fut consacrée par les éminentissimes Cardinaux de Bourbon, évesque du Mans, et du Bellay et par le révérendissime évesque de Séez ; dans laquelle fut érigée la paroisse du Bois-Thibault, avec droit de toutes fonctions curiales au chapelain et de conserver le Très-Saint-Sacrement de l'Autel ; ce qui a esté interrompu par les fureurs des hérétiques. Priez Dieu de donner la paix éternelle à son âme. A la tête du même mausolée est écrit : Les hérétiques, après avoir brisé les figures des saints qui étoient dans cette église, brisèrent en mesme temps la statue de Louis du Bellay, qui le représentoit à genoux sur ce monument. Au pied de ce monument est la figure d'un cœur. Dans la nef sont huit tombes, avec des croix de Malte, des bustes, des épées. » Dictionnaire topographique historique généalogique et bibliographique de la province du Maine »
En 1766, à la requête de Léonor-François de Tournely, il fut reconnu que les seigneurs avaient droit de se faire inhumer dans la chapelle et dans le petit cimetière y annexé. M. Ponthault, curé de Saint-Loup-du-Gast, qui fut chargé d'une enquête, trouva la chapelle « en bonne et suffisante réparation, bien décorée et suffisamment munie de toutes choses nécessaires pour la célébration des saints mystères ; le cimetière clos de murs, dans lequel il y a une grande croix de pierre. »[réf. nécessaire]. D'après les anciens aveux, la chapelle avait le corpus Domini. Une nouvelle bénédiction fut donnée au cimetière au XVIIIe siècle en même temps qu'était prorogée la permission de dire la messe dans la chapelle tous les jours, excepté aux quatre fêtes principales. Ce sanctuaire, dont il ne reste plus rien, occupait avec le cimetière un terrain séparé maintenant du château par le chemin, et du côté de l'aile droite. Il fut pillé par les huguenots en 1590. 
Le premier chapelain connu est Urbain Dubois, curé de Rennes-en-Grenouilles, « chaspellain et serviteur de la chapelle fondée en l'estre ou manoir du Boisthibault, ou assez près d'icelluy », 1380, 1401 ; le dernier est Julien-Jean Leriche, curé de Melleray, précepteur, en 1776, des enfants Tournely, aux appointements de 200 ₶, 1788.

## Architecture
Du château de Bois-Thibault il ne reste que des vestiges classés monument historique le 22 octobre 1925 sur un site inscrit le 25 octobre 1943. Le corps de logis est constitué de deux bâtiments en équerre flanqués de deux tours rondes, cet ensemble était desservi par une tour escalier octogonale. 

## Animations
Le château est régulièrement le théâtre d'animations, et notamment de la chasse au trésor organisée chaque année depuis 2011 par l'Association Culturelle de Lassay-les-Châteaux.
Depuis le 8 mai 2013, le Château ouvre ses portes au public, durant la saison estivale; dans le cadre de visites libres ou guidées, gratuites. Pour la première année, le château ouvre donc de façon régulière. Les visites sont assurées par des bénévoles de l'association, chaque samedi, dimanche et jour férié, dès 14h30, du 8 mai au 15 septembre. 